# Wrightella fragilis
Wrightella fragilis is een zachte koraalsoort uit de familie Melithaeidae. De koraalsoort komt uit het geslacht Wrightella. Wrightella fragilis werd in 1917 voor het eerst wetenschappelijk beschreven door Thomson. 